# 65489 Ceto
65489 Ceto è un oggetto transnettuniano. Scoperto nel 2003, presenta un'orbita caratterizzata da un semiasse maggiore pari a 102,8470903 UA e da un'eccentricità di 0,8260489, inclinata di 22,26798° rispetto all'eclittica.
L'asteroide è dedicato all'omonima divinità della mitologia greca.
È stato individuato un satellite a cui è stato attribuito il nome di Phorcys, dedicandolo a Forco, altra divinità marina della mitologia greca.